# Tjøtta
Tjøtta est une localité du comté de Nordland sur l'île homonyme, en Norvège.

## Géographie
Administrativement, Tjøtta fait partie de la kommune d'Alstahaug et est située sur l'île de même nom (Tjøtta).
Le village de Tjøtta est situé sur la pointe sud de l'île de Tjøtta, située au sud de la grande île d'Alsta. Le village dispose d'une liaison routière continentale via la route nationale norvégienne 17 et une série de ponts se dirigeant vers le nord jusqu'à la ville de Sandnessjøen. L'église historique de Tjøtta est située dans le village.

## Galerie

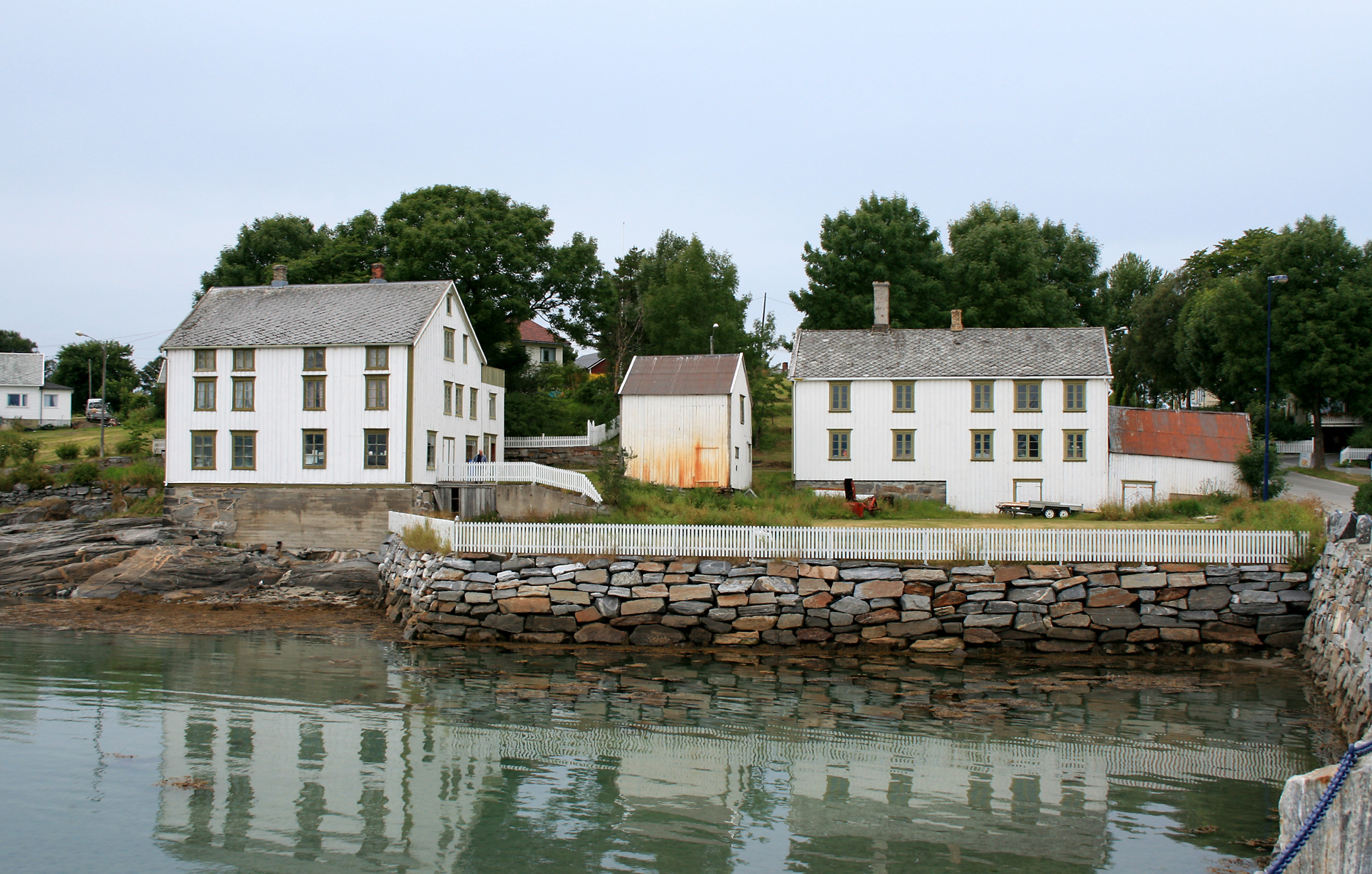
Vue de Tjotta.
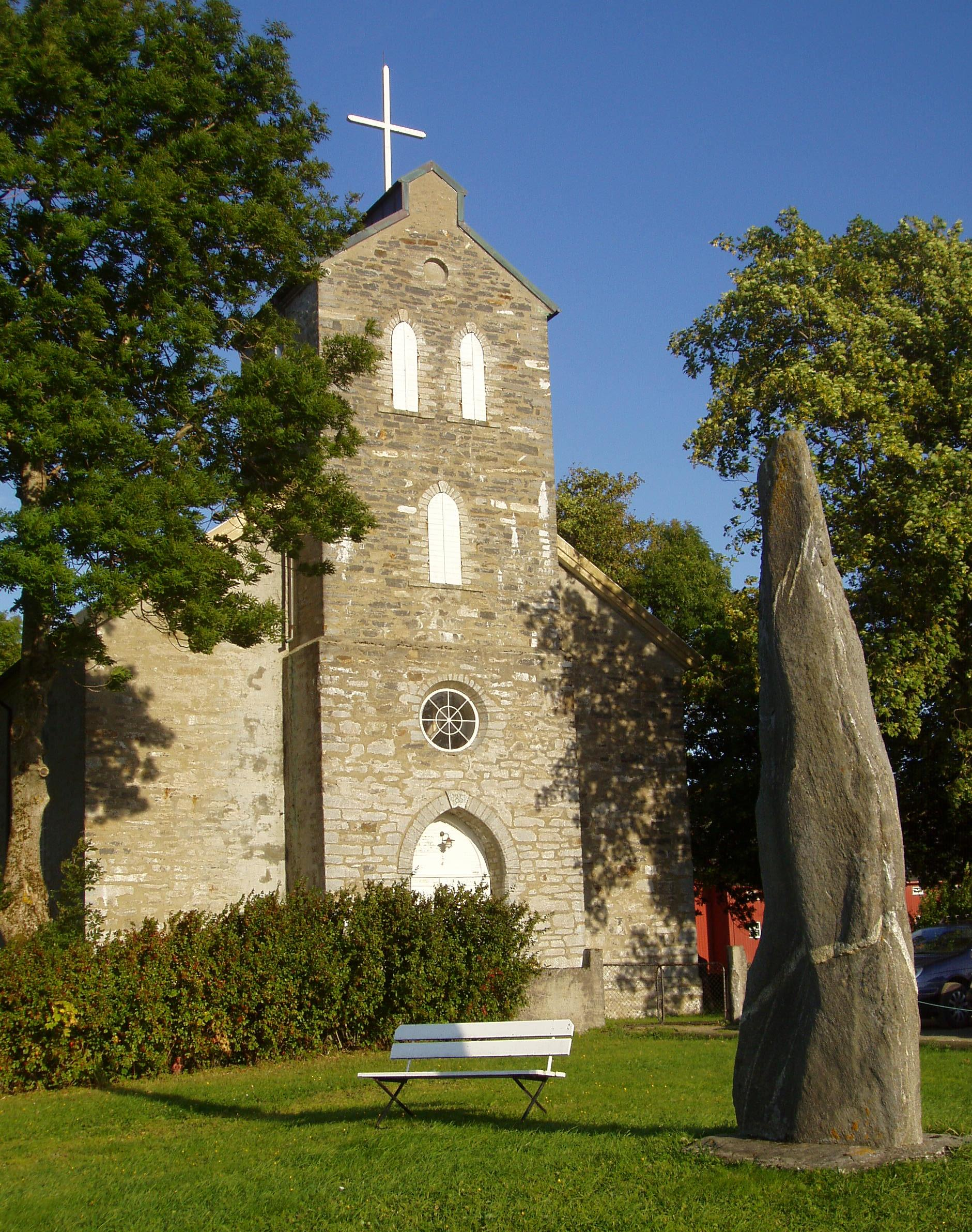
L'église de Tjotta.